# Frontromanze
Frontromanze ist ein sowjetischer Liebesfilm von Pjotr Todorowski aus dem Jahr 1983.

## Handlung
Im Zweiten Weltkrieg verfällt der junge Soldat Netuschilin, genannt Sascha, der Sanitäterin Ljuba. Sie ist die Geliebte des Bataillonskommandeurs und kennt ihn nicht. Er wiederum ist in Gedanken nur noch bei ihr und ihrem Lachen, das ihn so an ihr fasziniert. Als deutlich wird, dass die Soldaten in Kürze zum Angriff übergehen werden, verabschiedet er sich von ihr und schenkt ihr eine Blume. Es ist das einzige Mal, dass beide im Krieg miteinander reden.
Einige Jahre nach dem Krieg ist aus Sascha ein Filmvorführer geworden. Er hat die Lehrerin Vera geheiratet und die Ehe ist glücklich. Eines Wintertages glaubt Sascha, in einer mittellosen Piroggenverkäuferin auf der Moskauer Straße Ljuba zu erkennen. Sie hat sich der rauen Umgebung angepasst, ist laut und derb geworden und versucht als alleinerziehende Mutter ihre kleine Tochter großzuziehen. Der Bataillonskommandeur ist kurz vor Kriegsende gefallen, sie selbst weiß nie, ob das Geld reicht, um die Miete für das kleine Zimmer bezahlen zu können, das ihr ein Geliebter überlassen hat.
Still, aber hartnäckig erobert Sascha Ljubas Herz. Er kauft ihr regelmäßig die Piroggen ab, schenkt ihr eine Blume und bringt sie dazu, wieder Selbstachtung zu gewinnen. Er führt sie zu Konzerten aus und vernachlässigt seine Arbeit als Filmvorführer. Die Beschwerden häufen sich und so spricht der Filmtheaterleiter schließlich mit Vera. Er beweist ihr, dass ihr Mann eine Affäre hat, doch kann Vera nicht eifersüchtig sein. Als er zu Silvester nicht nach Hause kommt, sucht sie die Wohnung Ljubas auf. Sascha und Ljuba erscheinen wenig später und Ljuba begegnet der Konkurrenz zunächst angriffslustig. Schnell versteht man sich jedoch und alle drei verbringen Silvester gemeinsam – Ljuba lernt so auch das verständnisvolle, familiäre Miteinander von Sascha und Vera kennen. Vera wiederum steht der Dreiecksbeziehung ängstlich, aber verständnisvoll gegenüber: Sascha verspricht, sie nie zu verlassen und Vera weiß, dass es weniger Liebe, als vielmehr Mitgefühl ist, das Sascha an Ljuba bindet, da er ihr Schicksal als ungerecht empfindet.
Unter Saschas Einfluss begibt sich Ljuba auf die Suche nach einer neuen Wohnung, die sie beim Wohnbezirkskomitee beantragen muss. Zusammen mit Sascha spricht sie mit dem dortigen Stellvertreter und macht ihm deutlich, dass sie für eine Wohnung auch Wünsche erfüllen würde. Während Sascha peinlich berührt ist, fühlt sich der Stellvertreter angesprochen. Sie muss einen Antrag ausfüllen und trifft den Stellvertreter so wieder. Eines Tages ist Ljuba verschwunden und Sascha sucht sie lange Zeit vergeblich. Sie hat ihre Arbeit als Piroggenverkäuferin aufgegeben und lebt nicht mehr in ihrer alten Wohnung. Ohne Saschas Wissen kommt sie eines Tages zu Vera und beide trinken und singen zusammen und werden Freunde. Ljuba gesteht Vera, dass sie den Stellvertreter des Wohnbezirkskomitees heiraten werde und beide Frauen brechen in Tränen aus. Von Ljubas Ex-Freund erfährt Sascha schließlich, wo Ljuba wohnt und sieht sie dort mit ihrem neuen Mann und ihrer Tochter. Er geht und Ljuba läuft ihm nach, doch weist Sascha sie zurück. Verzweifelt läuft er im Schnee an Häusern vorbei und tritt an die Fallrohre, sodass sich Schnee und Eis lösen und mit Getöse auf die Straße fallen. Sascha wird wegen Ruhestörung verhaftet und von einem berittenen Polizisten auf dem Pferd zur Wache gebracht. Vera hat unterdessen gefühlt, dass etwas nicht stimmt und das Pferd eingeholt. Sie läuft hinter dem Polizisten her und bittet ihn mal spöttisch, mal ironisch und mal verzweifelt um Einsehen. Als selbst die Bewohner der umliegenden Häuser laut lachend aus dem Fenster auf das ungleiche Trio schauen, lässt der Polizist Sascha vom Pferd steigen und reitet davon. Sascha und Vera bleiben zurück.

## Produktion
Frontromanze erlebte am 7. November 1983 seine Premiere in der Sowjetunion und lief im Februar 1984 auf den Internationalen Filmfestspielen Berlin. Er kam am 26. Oktober 1984 in die Kinos der DDR. Am 23. September 1984 lief der Film erstmals auf DFF 2 im Fernsehen der DDR.

## Synchronisation
Den Dialog der DEFA-Synchronisation schrieb Wolfgang Krüger, die Regie übernahm Horst Schappo.
| Rolle              | Darsteller             | Synchronsprecher      |
| ------------------ | ---------------------- | --------------------- |
| Netuschilin        | Nikolai Burljajew      | Helmut Geffke         |
| Ljuba              | Natalja Andreitschenko | Angelika Waller       |
| Vera               | Inna Tschurikowa       | Barbara Trommer       |
| Katja              | Jekaterina Judina      | Julia Hoffmann        |
| Filmtheaterleiter  | Sinowi Gerdt           | Joachim Konrad        |
| Seine Frau         | Jelena Koselkowa       | Waltraud Kramm        |
| Nowikow            | Wiktor Proskurin       | Joachim Siebenschuh   |
| Grischa            | Wsewolod Schilowski    | Winfried Freudenreich |
| Die Eisverkäuferin | Natalja Tschentschik   | Lilo Grahn            |

## Kritik
Für den film-dienst war Frontromanze eine „sehr poetisch erzählte Liebesgeschichte mit tragischen und komischen Akzenten. Ein ungewöhnlich sensibel gestalteter Film mit hervorragenden Darstellern.“

## Auszeichnungen
Inna Tschurikowa erhielt auf den Internationalen Filmfestspielen Berlin 1984 den Silbernen Bären als Beste Darstellerin. Der Film lief zudem im Wettbewerb um den Goldenen Bären.
Inna Tschurikowa und Natalja Andreitschenko wurden auf der Semana Internacional de Cine de Valladolid 1984 als beste Darstellerinnen ausgezeichnet.
Frontromanze erhielt 1985 eine Oscarnominierung als Bester fremdsprachiger Film, konnte sich jedoch nicht gegen Gefährliche Züge durchsetzen.